# 康定獐牙菜
康定獐牙菜（学名：Swertia souliei）为龙胆科獐牙菜属下的一个种。

## 扩展阅读
維基物種上的相關：康定獐牙菜